# Utrwalanie preparatu
Utrwalanie preparatu mikroskopowego – zabieg mający na celu zabicie (bez zniszczenia) form wegetatywnych drobnoustrojów, przyklejenie ich do szkiełka podstawowego i przygotowanie do barwienia. Polega najczęściej na trzykrotnym krótkim wprowadzeniu preparatu w stożek płomienia palnika gazowego tzw utrwalanie termiczne. Utrwalanie chemiczne polega na zalaniu lub zanurzeniu preparatu w alkoholu bezwodnym, alkoholu metylowym, mieszaninie alkoholu i eteru, acetonie, solach metali ciężkich i inne. Podczas utrwalania mogą powstawać artefakty.